# 11948 Justinehénin
11948 Justinehénin là một tiểu hành tinh vành đai chính với chu kỳ quỹ đạo là 2092.9300474 ngày (5.73 năm).
Nó được phát hiện ngày 18 tháng 8 năm 1993. Nó được đặt theo tên famous Belgian tennis player Justine Henin. Minor Planet Center seems to have erroneously added an accent to the name, which is now official.